# Chùa Kim Sơn (Hà Nội)
Chùa Kim Sơn thường được gọi là chùa Kim Mã, nằm ở 73 phố Kim Mã, quận Ba Đình, thành phố Hà Nội.

## Lịch sử
Trước kia nơi đây là bãi tha ma, làm pháp trường xử trảm các tội nhân. Người dân thôn Mã Trại dựng am Vạn Linh bằng tranh để siêu độ âm hồn. Sau này thi hài các chiến sĩ tử trận Đống Đa (1789) trong kháng chiến chống quân Thanh được đưa vào tử táng tại nghĩa địa Kim Mã.
Năm 1881, am bị bão đổ, nhân dân ở đây dựng lại bằng gạch ngói, tô tượng Phật để thờ, thường gọi là chùa Tàu Ngựa (chùa Tàu Mã).
Năm 1898, chùa trùng tu, đổi tên là Kim Sơn. năm 1932 xây lại chùa, dựng tòa Tam bảo, đền thờ Mẫu và đàn Vạn Linh.
Hiện nay Sư cô Thích Đàm Tiến trụ trì chùa đã tổ chức nhiều lần trùng tu, tôn tạo nhiều hạng mục của ngôi chùa. Chánh điện được bài trí trang nghiêm, Tam quan mới được xây dựng lại bề thế, nhà khách... Chùa có nhiều pho tượng gỗ có giá trị nghệ thuật. Chùa đã được Bộ Văn hoá công nhận là Di tích lịch sử - Văn hóa Quốc gia.